# Propebela rufa
Propebela rufa é uma espécie de gastrópode do gênero Propebela, pertencente a família Mangeliidae.